# Finlandia na Zimowych Igrzyskach Olimpijskich 1998
Finlandię na Zimowych Igrzyskach Olimpijskich 1998 reprezentowało 85 zawodników w 10 dyscyplinach. 

## Zdobyte medale
| Medal  | Zawodnik | Dyscyplina sportowa | Konkurencja                      |
| ------ | --- | ------------------- | -------------------------------- |
| Złoto  | Mika Myllylä | Biegi narciarskie   | 30 km stylem klasycznym mężczyzn |
| Złoto  | Jani Soininen | Skoki narciarskie   | Skocznia normalna                |
| Srebro | Janne Lahtela | Narciarstwo dowolne | Jazda po muldach mężczyzn        |
| Srebro | Samppa Lajunen Hannu Manninen Jari Mantila Tapio Nurmela | Kombinacja norweska | Zawody drużynowe                 |
| Srebro | Jani Soininen | Skoki narciarskie   | Skocznia duża                    |
| Brąz   | Ville Räikkönen | Biathlon            | Sprint mężczyzn                  |
| Brąz   | Mika Myllylä | Biegi narciarskie   | 10 km stylem klasycznym mężczyzn |
| Brąz   | Jari Isometsä Harri Kirvesniemi Mika Myllylä Sami Repo | Biegi narciarskie   | Sztafeta mężczyzn                |
| Brąz   | Sami Mustonen | Narciarstwo dowolne | Jazda po muldach mężczyzn        |
| Brąz   | Aki Berg Tuomas Grönman Raimo Helminen Sami Kapanen Saku Koivu Jari Kurri Janne Laukkanen Jere Lehtinen Juha Lind Jyrki Lumme Jarmo Myllys Mika Nieminen Janne Niinimaa Teppo Numminen Ville Peltonen Kimmo Rintanen Teemu Selänne Ari Sulander Esa Tikkanen Kimmo Timonen Antti Törmänen Juha Ylönen                  | Hokej na lodzie     | Mężczyźni                        |
| Brąz   | Sari Fisk Kirsi Hänninen Satu Huotari Marianne Ihalainen Johanna Ikonen Sari Krooks Emma Laaksonen-Terho Sanna Lankosaari Marika Lehtimäki Katja Lehto Riikka Nieminen-Välilä Marja-Helena Pälvilä Tuula Puputti Karoliina Rantamäki Tiia Reima Katja Riipi Päivi Salo Maria Selin Liisa-Maria Sneck Petra Vaarakallio | Hokej na lodzie     | Kobiety                          |

## Wyniki reprezentantów Finlandii

### Biathlon
Mężczyźni
- Harri Eloranta

sprint - 20. miejsce
- Vesa Hietalahti

bieg indywidualny - DNF
- Paavo Puurunen

sprint - 9. miejsce
bieg indywidualny - 23. miejsce
- Ville Räikkönen

sprint - 73. miejsce
bieg indywidualny - 
- Ville Räikkönen
Paavo Puurunen
Harri Eloranta
Olli-Pekka Peltola

sztafeta - 8. miejsce
Kobiety
- Katja Holanti

sprint - 46. miejsce
bieg indywidualny - 45. miejsce
- Mari Lampinen

sprint - 8. miejsce
bieg indywidualny - 32. miejsce

### Biegi narciarskie
Mężczyźni
- Juha Alm

50 km stylem dowolnym - 54. miejsce
- Jari Isometsä

10 km stylem klasycznym - 15. miejsce
Bieg łączony - 8. miejsce
30 km stylem klasycznym - 4. miejsce
- Harri Kirvesniemi

10 km stylem klasycznym - 13. miejsce
30 km stylem klasycznym - 6. miejsce
- Mika Myllylä

10 km stylem klasycznym - 
Bieg łączony - 6. miejsce
30 km stylem klasycznym - 
- Sami Repo

10 km stylem klasycznym - 18. miejsce
Bieg łączony - 20. miejsce
30 km stylem klasycznym - 34. miejsce
- Harri Kirvesniemi
Mika Myllylä
Sami Repo
Jari Isometsä

sztafeta - 
Kobiety
- Milla Jauho

15 km stylem klasycznym - 31. miejsce
30 km stylem dowolnym - 50. miejsce
- Anita Nyman

5 km stylem klasycznym - 56. miejsce
Bieg łączony - 44. miejsce
- Kati Pulkkinen

5 km stylem klasycznym - 57. miejsce
Bieg łączony - 51. miejsce
- Tuulikki Pyykkönen

5 km stylem klasycznym - 17. miejsce
15 km stylem klasycznym - 12. miejsce
- Satu Salonen

5 km stylem klasycznym - 18. miejsce
Bieg łączony - 16. miejsce
15 km stylem klasycznym - 18. miejsce
- Tuulikki Pyykkönen
Milla Jauho
Satu Salonen
Anita Nyman

sztafeta - 7. miejsce

### Hokej na lodzie
Mężczyźni
- Aki Berg, Tuomas Grönman, Raimo Helminen, Sami Kapanen, Saku Koivu, Jari Kurri, Janne Laukkanen, Jere Lehtinen, Juha Lind, Jyrki Lumme, Jarmo Myllys, Mika Nieminen, Janne Niinimaa, Teppo Numminen, Ville Peltonen, Kimmo Rintanen, Teemu Selänne, Ari Sulander, Esa Tikkanen, Kimmo Timonen, Antti Törmänen, Juha Ylönen -

Kobiety
- Sari Fisk, Kirsi Hänninen, Satu Huotari, Marianne Ihalainen, Johanna Ikonen, Sari Krooks, Emma Laaksonen-Terho, Sanna Lankosaari, Marika Lehtimäki, Katja Lehto, Riikka Nieminen-Välilä, Marja-Helena Pälvilä, Tuula Puputti, Karoliina Rantamäki, Tiia Reima, Katja Riipi, Päivi Salo, Maria Selin, Liisa-Maria Sneck, Petra Vaarakallio -

### Kombinacja norweska
Mężczyźni
- Samppa Lajunen

Gundersen - 
- Hannu Manninen

Gundersen - 11. miejsce
- Jari Mantila

Gundersen - 27. miejsce
- Tapio Nurmela

Gundersen - 15. miejsce
- Samppa Lajunen
Jari Mantila
Tapio Nurmela
Hannu Manninen

sztafeta - 

### Łyżwiarstwo figurowe
Kobiety
- Alisa Drei

solistki - 21. miejsce

### Łyżwiarstwo szybkie
Mężczyźni
- Janne Hänninen

500 m - 18. miejsce
1000 m - 21. miejsce

### Narciarstwo alpejskie
Mężczyźni
- Mika Marila

gigant - DNF
slalom - DNF
- Kalle Palander

gigant - DNF
slalom - 9. miejsce
kombinacja - DNF
- Sami Uotila

gigant - 19. miejsce
slalom - DNF
Kobiety
- Tanja Poutiainen

gigant - 26. miejsce
slalom - 18. miejsce
- Henna Raita

gigant - DNF
slalom - DNF

### Narciarstwo dowolne
Mężczyźni
- Janne Lahtela

jazda po muldach - 
- Lauri Lassila

jazda po muldach - 5. miejsce
- Sami Mustonen

jazda po muldach - 
Kobiety
- Minna Karhu

jazda po muldach - 6. miejsce

### Skoki narciarskie
Mężczyźni
- Janne Ahonen

Skocznia normalna - 4. miejsce
Skocznia duża - 37. miejsce
- Mika Laitinen

Skocznia normalna - 20. miejsce
Skocznia duża - 18. miejsce
- Ari-Pekka Nikkola

Skocznia normalna - 15. miejsce
Skocznia duża - 31. miejsce
- Jani Soininen

Skocznia normalna - 
Skocznia duża - 
- Ari-Pekka Nikkola
Mika Laitinen
Janne Ahonen
Jani Soininen

Drużynowo - 5. miejsce

### Snowboard
Mężczyźni
- Markus Hurme

halfpipe - 13. miejsce
- Sebu Kuhlberg

halfpipe - 7. miejsce
- Aleksi Litovaara

halfpipe - 14. miejsce
- Jussi Oksanen

halfpipe - 11. miejsce
Kobiety
- Minna Hesso

halfpipe - 6. miejsce
- Satu Järvelä

halfpipe - 13. miejsce